# Casper van Uden
Casper van Uden (né le 22 juillet 2001 à Schiedam) est un coureur cycliste néerlandais, membre de l'équipe dsm-firmenich PostNL.

## Biographie
En août 2022, Casper van Uden rejoint l'équipe World Tour DSM.
En janvier 2024, il prolonge son contrat avec sa formation jusqu'en fin d'année 2026.
Le 13 mai 2025, Casper van Uden s’offre sa première victoire de la saison lors de la 4e étape du Tour d’Italie où il bat au sprint ses compatriotes Olav Kooij et Maikel Zijlaard.

## Palmarès sur route

### Par année
- 2016
  -  Champion des Pays-Bas sur route cadets
- 2018
  - Boucles Cyclistes du Sud Avesnois :
    - Classement général
    - 1re étape (contre-la-montre)

  - 2e de la Ster van Zuid-Limburg
- 2019
  - Kuurne-Bruxelles-Kuurne juniors
  - 3e du championnat des Pays-Bas du contre-la-montre juniors
  - 3e de la Johan Museeuw Classic
  - 8e du championnat d'Europe sur route juniors
- 2020
  - 2e étape (b) de la Ronde de l'Isard (contre-la-montre par équipes)
- 2021
  - 3e et 4e étapes de la Course de Solidarność et des champions olympiques
  - 2e étape du Tour de l'Avenir (contre-la-montre par équipes)
  - Ronde van de Achterhoek
  - 2e de Paris-Tours espoirs
  - 3e de la Course de Solidarność et des champions olympiques
  - 3e du championnat des Pays-Bas sur route espoirs
- 2022
  - 2e et 4e étapes du Tour de Normandie
  - 4e étape du Tour de Bretagne
  - 1re (contre-la-montre par équipes) et 2e étapes du Tour de l'Avenir
- 2023
  - 3e de Milan-Turin
- 2024
  - 1re étape de l'AlUla Tour
  - Tour de Cologne
  - 2e et 4e étapes du ZLM Tour
  - 2e de la Flèche de Heist
- 2025
  - 4e étape du Tour d'Italie

### Résultats sur les grands tours

#### Tour d'Italie
1 participation
- 2025 : 150e, vainqueur de la 4e étape

### Classements mondiaux
| Année                                 | 2021 | 2022 | 2023 | 2024 |
| ------------------------------------- | ---- | ---- | ---- | ---- |
| Classement mondial                    | 406e | 282e | 351e | 231e |
| UCI Europe Tour                       | 334e | 226e | nc   | nc   |
|                                       |      |      |      |      |
| Légende : nc = non classéSource : UCI |      |      |      |      |

## Palmarès sur piste

### Championnats d'Europe
| Édition / Épreuve   | Américaine | Omnium |
| Gand 2019 (juniors) | Argent     | Or     |

### Championnats nationaux
- 2017
  -  Champion des Pays-Bas du kilomètre juniors
  - 2e du championnat des Pays-Bas de poursuite juniors
- 2018
  -  Champion des Pays-Bas de l'omnium juniors
  -  Champion des Pays-Bas de course aux points juniors
  -  Champion des Pays-Bas de scratch juniors
  -  Champion des Pays-Bas de l'américaine juniors (avec Enzo Leijnse)
- 2019[4]
  -  Champion des Pays-Bas de poursuite par équipes (avec Maikel Zijlaard, Enzo Leijnse, Vincent Hoppezak et Philip Heijnen)